# Salvador Guardiola
Salvador Guardiola Torá (5 de septiembre de 1988) es un ciclista profesional español.

## Biografía
Debutó a finales de 2009 como stagiaire (aprendiz a prueba) con el Contentpolis-Ampo.
Entre 2010 y 2013 estuvo en el equipo Heraklion Kastro-Murcia y sus diferentes denominaciones gracias a patrocinios españoles (Región de Murcia, Gios Deyser y Diputación de León). Logró destacar mínimamente en el Tour de Grecia 2012 donde fue segundo en una etapa y décimo en la clasificación general.
Tras terminar de recibir ese equipo apoyo por empresas e instituciones españolas Salvador firmó en 2013 un contrato por una temporada con el equipo Team Differdange-Losch de Luxemburgo. Será la cuarta temporada de Guardiola en el campo profesional, en el que debutó a finales de 2009, y al ciclista, que destaca por ser un buen rodador.

## Palmarés

### Ruta
2017
- 1 etapa del Tour de Tochigi

### Pista
2012
- 2.º en el Campeonato de España Persecución por Equipos (haciendo equipos con Pablo Aitor Bernal, Rubén Fernández y Eloy Teruel)

## Equipos
- Contentpolis-Ampo (2009)
- Heraklion/KTM/Gios Deyser (2010-2012)
  - Heraklion Kastro-Murcia (2010)[3]
  - KTM-Murcia (2011)
  - Gios Deyser-Leon Kastro (2012)
- Team Differdange-Losch (2013)
- PinoRoad (01.01.2014-30.02.2014)
- Team Ukyo (01.07.2014-2017)
- Kinan Cycling Team[4] (2018-2021)